# ومضى قطار العمر (فلم)
ومضى قطار العمر هو فيلم مصري عرض عام 1975، بطولة فريد شوقي وناهد شريف وسمير صبري، ومن إخراج عاطف سالم.

## قصة الفيلم
تدور الأحداث حول مدبولي الذي لا يملك من الدنيا سوى زوجته الطيبة زينب وولده محمد، وابنته سعاد، يعمل في أحد قصور الباشوات، حيث يعيش مع ابنه المستهتر محسن والذي يرتكب محسن جريمة قتل، ثم يلجأ إلى والده كي يجد حلاً لهذه الجريمة، وبعد مداولات حول ظروفها، وكيفية الخروج منها لا يجد أمامه سوى مدبولي البواب، الذي يفاوضه حول هذه الجريمة، وأنه لو اعترف بها فإنه سوف يتكفل بإعاشة زوجته وأبنائه حتى يخرج من السجن، يوافق مدبولي على الإعتراف، ويحكم على مدبولي بالمؤبد، في إحدى الأمسيات، يتسلل محسن إلى فراش زينب زوجة بيومي، ويعتدى عليها فتقوم بالانتحار هربًا من حياتها، وتترك أطفالها، تمر السنوات ويخرج مدبولي من السجن ويعلم ما حدث لأسرته فيقرر الانتقام، ويبحث عن أسرته، ثم يدبر للانتقام من محسن بك، وفي رحلة بحثه المرهقة، يعلم بأن سعاد قد هجرت القصر وأنها تعمل في أحد بيوت الدعارة، يحاول أن يستردها، وعندما يفلح لا يجدها حوله، بينما ابنه أصبح ربيبًا لمحسن بك وتابعه المخلص في كل مكان، تحين لحظة الانتقام واسترداد أبنه من براثن هذا الشرير الذي دمر أسرته جميعها ولم يبق سوى الذكريات المؤلمة، فلا بد من قتل محسن، وعندما يجهز عليه تمامًا يراه ابنه محمد فيطلق الرصاصات عليه حيث قتل مخدومه، وهو لا يدري أن من أطلق عليه الرصاص لم يكن سوى أبيه مدبولي .

## طاقم التمثيل
- فريد شوقي: (مدبولي)
- ناهد شريف: (زينب)
- سمير صبري: (محسن عبد العظيم)
- نورا: (سعاد مدبولي / "بنورة")
- عماد حمدي: (عبد العظيم باشا)
- كريمة مختار: (أم فتحي)
- حمدي حافظ: (محمد مدبولي)
- روحية خالد: (والدة مدبولى)
- وحيد سيف: (سيد البرنس - الريجيسير)
- زوزو ماضي: (والدة محسن)
- هياتم: (قوّادة)
- محمد شوقي: (جرجس - السائق)
- عزة كمال: (صديقة محسن)
- عبد الغني النجدي: (سليمان / محمد عبد الغني)
- ميرفت علي: (سعاد مدبولي - طفلة)
- عامر عدنان: (محمد مدبولي - طفل)
- محمد صفوت: (ثروت - القتيل)
- حافظ أمين: (عبد السميع)
- أديب الطرابلسي: (توسكا نجاتي)
- فادية عكاشة: (سوسن)
- جميل عز الدين: (نادل)
- لوسي: (راقصة)
- أحلام حلمي: (راقصة)
- أحمد مرسي: (تمرجي)
- حسين قنديل: (وكيل نيابة)
- حمدي يوسف: (وكيل نيابة)
- صالح الإسكندراني: (حاجب المحكمة)
- صالح العويل: (مسجون)
- قدرية كامل: (والدة سيد البرنس)
- إسماعيل عبد المجيد: (أرتين)
- علي الشريف الصغير: (مسجون)
- إسكندر منسي: (حسين - المكوجي المخدماتي)

## فريق العمل
- إخراج: عاطف سالم
- قصة: فريد شوقي
- سيناريو وحوار: أحمد عبد الوهاب، عاطف سالم، فريد شوقي
- مدير التصوير: وحيد فريد
- مونتاج: فكري رستم
- موسيقى تصويرية: عمر خورشيد
- إنتاج: نيو ستار فيلم (فريد شوقي)
- توزيع داخلي: المؤسسة المصرية العامة للسينما
- توزيع خارجي: المتحدة للسينما (صبحي فرحات)
- تأليف الأغاني: فتحي قورة
- ألحان الأغاني: علي إسماعيل